# Paulo Sérgio
Paulo Sérgio Silvestre do Nascimento, meglio noto solo come Paulo Sérgio (San Paolo, 2 giugno 1969), è un ex calciatore brasiliano, di ruolo attaccante, campione del mondo con la nazionale brasiliana nel 1994.

## Carriera

### Club

Paulo Sérgio esulta nel 1998 tra gli altri due elementi del tridente d'attacco romanista dell'epoca, Francesco Totti (a sinistra) e Marco Delvecchio (a destra).

Dopo aver vinto col Corinthians, nel 1990, il campionato brasiliano, nel 1993 approda in Germania al Bayer Leverkusen, con cui disputa un'ottima stagione e si guadagna la convocazione estiva ai mondiali. Vi rimane ancora per tre stagioni, centrando con la squadra nel 1997 un secondo posto nel campionato tedesco.
Nell'estate dello stesso anno passa alla Roma, acquistato per 6 miliardi di lire. Rimane nella capitale per un biennio, in cui va a comporre con Marco Delvecchio e Francesco Totti il tridente d'attacco della squadra guidata da Zdeněk Zeman e, pur non conseguendo successi, assurge tra i beniamini del tifo giallorosso dell'epoca.
Dal 1999 al 2002 gioca col Bayern Monaco guidato da Ottmar Hitzfeld. Durante la prima stagione è la colonna portante del settore offensivo dei bavaresi; ma nei due anni successivi il suo rendimento va leggermente calando. Comunque, con i campioni di Monaco riesce a vincere praticamente tutto: la Bundesliga due volte, una Coppa di Germania, due Coppe di Lega tedesca (in cui segna il secondo gol contro il Werder Brema nella finale del 6 maggio 2000), la Champions League contro il Valencia e la Coppa Intercontinentale.
Nell'estate 2002 passa per qualche mese all'Al Wahdah, una squadra degli Emirati Arabi Uniti, quindi torna in Brasile nell'Esporte Clube Bahia.

### Nazionale
Paulo Sérgio ha fatto parte della nazionale brasiliana che ha vinto il campionato del mondo del 1994, disputato negli Stati Uniti: alla rassegna iridata in totale ha giocato 23 minuti, divisi tra le partite della fase a gironi contro Camerun e Svezia. Complessivamente ha totalizzato 12 presenze e 2 reti con i verdeoro fra il 1991 e il 1994.

## Statistiche

### Presenze e reti nel club
| Stagione    | Squadra     | Campionato  | Campionato | Campionato | Coppe nazionali | Coppe nazionali | Coppe nazionali | Coppe continentali | Coppe continentali | Coppe continentali | Altre coppe | Altre coppe | Altre coppe | Totale | Totale |
| Stagione    | Squadra     | Comp        | Pres       | Reti       | Comp            | Pres            | Reti            | Comp               | Pres               | Reti               | Comp        | Pres        | Reti        | Pres   | Reti   |
| ----------- | ----------- | ----------- | ---------- | ---------- | --------------- | --------------- | --------------- | ------------------ | ------------------ | ------------------ | ----------- | ----------- | ----------- | ------ | ------ |
| 1997-1998   | Roma        | A           | 34         | 12         | CI              | 6               | 2               | -                  | -                  | -                  | -           | -           | -           | 40     | 14     |
| 1998-1999   | Roma        | A           | 30         | 12         | CI              | 2               | 0               | CU                 | 6                  | 0                  | -           | -           | -           | 38     | 12     |
| Totale Roma | Totale Roma | Totale Roma | 64         | 24         |                 | 8               | 2               |                    | 6                  | 0                  |             | -           | -           | 78     | 26     |

### Cronologia presenze e reti in nazionale
| Cronologia completa delle presenze e delle reti in nazionale ― Brasile | Cronologia completa delle presenze e delle reti in nazionale ― Brasile | Cronologia completa delle presenze e delle reti in nazionale ― Brasile | Cronologia completa delle presenze e delle reti in nazionale ― Brasile | Cronologia completa delle presenze e delle reti in nazionale ― Brasile | Cronologia completa delle presenze e delle reti in nazionale ― Brasile | Cronologia completa delle presenze e delle reti in nazionale ― Brasile | Cronologia completa delle presenze e delle reti in nazionale ― Brasile |
| Data                                                                   | Città                                                                  | In casa                                                                | Risultato                                                              | Ospiti                                                                 | Competizione                                                           | Reti                                                                   | Note                                                                   |
| ---------------------------------------------------------------------- | ---------------------------------------------------------------------- | ---------------------------------------------------------------------- | ---------------------------------------------------------------------- | ---------------------------------------------------------------------- | ---------------------------------------------------------------------- | ---------------------------------------------------------------------- | ---------------------------------------------------------------------- |
| 18-12-1991                                                             | Goiânia                                                                | Brasile                                                                | 2 – 1                                                                  | Cecoslovacchia                                                         | Amichevole                                                             | -                                                                      | Ingresso                                                               |
| 15-4-1992                                                              | Cuiabá                                                                 | Brasile                                                                | 3 – 1                                                                  | Finlandia                                                              | Amichevole                                                             | 1                                                                      |                                                                        |
| 30-4-1992                                                              | Montevideo                                                             | Uruguay                                                                | 1 – 0                                                                  | Brasile                                                                | Amichevole                                                             | -                                                                      |                                                                        |
| 17-5-1992                                                              | Londra                                                                 | Inghilterra                                                            | 1 – 1                                                                  | Brasile                                                                | Amichevole                                                             | -                                                                      | 66’                                                                    |
| 31-7-1992                                                              | Los Angeles                                                            | Brasile                                                                | 5 – 0                                                                  | Messico                                                                | Amistad Cup 1992                                                       | 1                                                                      | 63’                                                                    |
| 2-8-1992                                                               | Los Angeles                                                            | Stati Uniti                                                            | 0 – 1                                                                  | Brasile                                                                | Amistad Cup 1992                                                       | -                                                                      | 46’                                                                    |
| 17-11-1993                                                             | Colonia                                                                | Germania                                                               | 2 – 1                                                                  | Brasile                                                                | Amichevole                                                             | -                                                                      |                                                                        |
| 16-12-1993                                                             | Guadalajara                                                            | Messico                                                                | 0 – 1                                                                  | Brasile                                                                | Amichevole                                                             | -                                                                      | 65’                                                                    |
| 4-5-1994                                                               | Florianópolis                                                          | Brasile                                                                | 3 – 0                                                                  | Islanda                                                                | Amichevole                                                             | -                                                                      | 46’                                                                    |
| 5-6-1994                                                               | Edmonton                                                               | Canada                                                                 | 1 – 1                                                                  | Brasile                                                                | Amichevole                                                             | -                                                                      | 65’                                                                    |
| 24-6-1994                                                              | Stanford                                                               | Brasile                                                                | 3 – 0                                                                  | Camerun                                                                | Mondiali 1994 - 1º turno                                               | -                                                                      | 75’                                                                    |
| 28-6-1994                                                              | Detroit                                                                | Brasile                                                                | 1 – 1                                                                  | Svezia                                                                 | Mondiali 1994 - 1º turno                                               | -                                                                      | 83’                                                                    |
| Totale                                                                 |                                                                        | Presenze                                                               | 12                                                                     |                                                                        | Reti                                                                   | 2                                                                      |                                                                        |

## Palmarès

### Giocatore

#### Club

##### Competizioni nazionali
- Campionato brasiliano: 1

Corinthians: 1990
- Supercoppa del Brasile: 1

Corinthians: 1991
- Campionato tedesco: 2

Bayern Monaco: 1999-2000, 2000-2001
- Coppa di Germania: 1

Bayern Monaco: 1999-2000
- Coppa di Lega tedesca: 2

Bayern Monaco: 1999, 2000

##### Competizioni internazionali
- UEFA Champions League: 1

Bayern Monaco: 2000-2001
- Coppa Intercontinentale: 1

Bayern Monaco: 2001

#### Nazionale
- Campionato mondiale: 1

Stati Uniti 1994